# Амбулакральная система

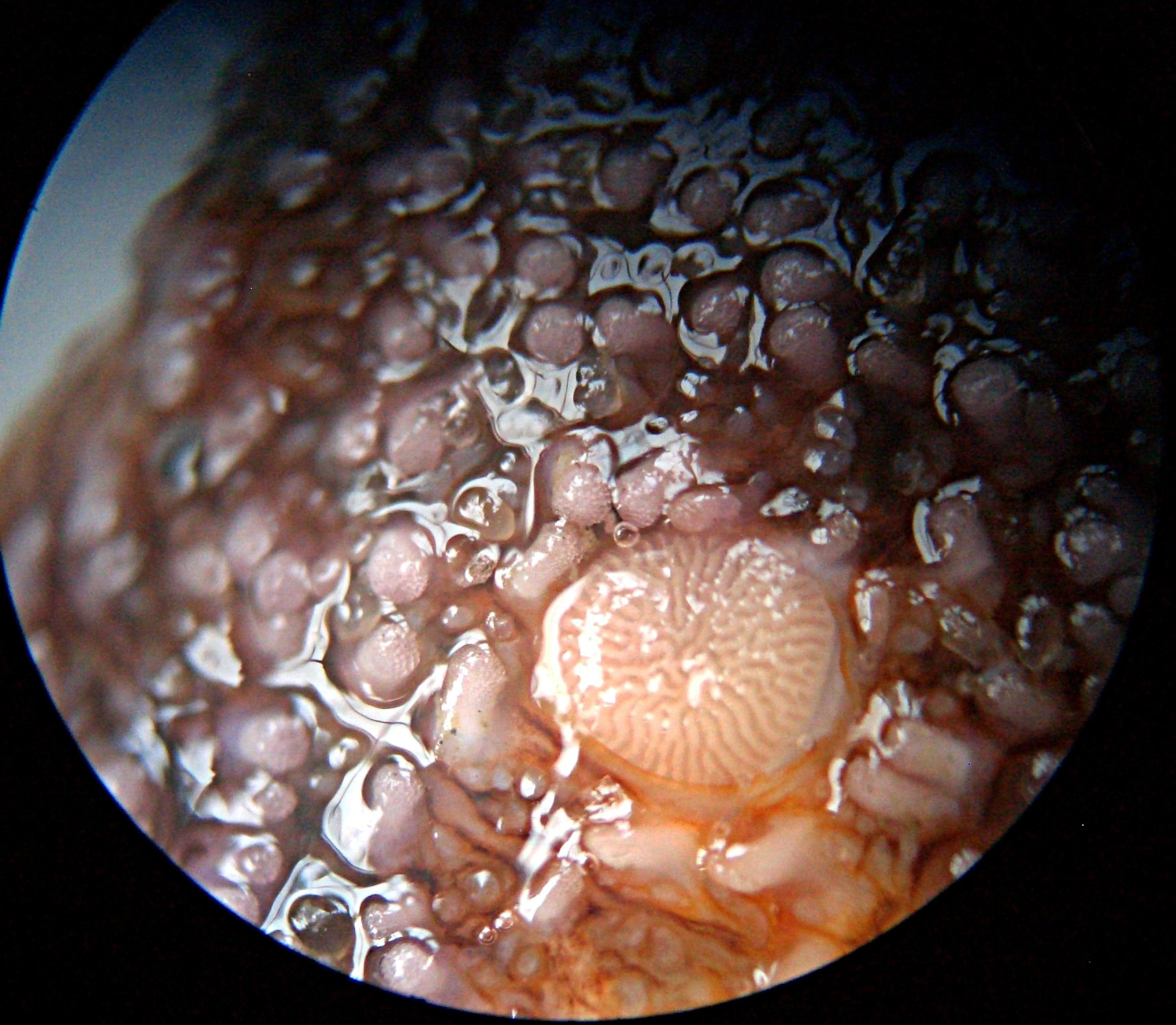
Мадрепоровая пластинка морской звезды

Амбулакра́льная систе́ма, воднососудистая система (от лат. ambulacrum — «аллея») — свойственная только иглокожим гидравлическая локомоторная система, служащая для движения, дыхания, выделения и осязания. Развивается из зачатков целома.
Состоит из околоротового кольца и пяти радиальных амбулакральных каналов. С внешней средой сообщается через специальный орган — пористую пластинку (мадрепоровая пластинка, мадрепорит), через которую происходит выравнивание гидростатического давления внутри и вне животного, и через каменистый канал с обызвествлёнными стенками. От радиальных каналов отходят боковые ветви к амбулакральным ножкам на поверхности тела — сотням цилиндрических трубочек с растяжимой ампулой у основания и с присоской или подошвой на свободном конце (у морских звёзд, ежей), либо остроконечных (у морских лилий, офиур).
Ножки иглокожих движутся за счёт изменения полостного давления в ампулах и каналах. Вода, проходя сквозь мадрепорит и каменистый канал, попадает в околоротовый канал. Здесь она разделяется на пять радиальных каналов, заполняя ампулы у основания ножек. Сжатие ампул заставляет ножки наполняться водой и растягиваться; присоски ножек при этом прикрепляются к различным подводным предметам. Затем, резко сокращаясь, ножки укорачиваются, и тело животного перемещается.
У некоторых иглокожих имеются придатки кольцевого канала в виде растяжимых мешков — полиевых пузырей и железистых органов — тидемановых телец. У голотурий мадрепорит внутренний и заполнен целомической жидкостью; у морских лилий его заменяют т. н. гидропоры.